# Götenes framtid
Götenes framtid er et lokalt politisk parti i Götene kommun i Västra Götalands län. Partiet blev dannet i 1994, og det har været repræsenteret i kommunalbestyrelsen siden.
Ved valget i 2014 fik partiet valgt seks mandater (11,61 procent) ind i kommunalbestyrelsen.
| Politisk parti | Spire Denne artikel om et politisk parti eller gruppe er en spire som bør udbygges. Du er velkommen til at hjælpe Wikipedia ved at udvide den. |